# Agitateur industriel
Pour les articles homonymes, voir Agitateur.
Les agitateurs industriels sont utilisés dans les industries réalisant l’élaboration d’un produit par synthèse ou mélange (industrie chimique, alimentaire, pharmaceutique, cosmétique, etc.). Le choix de l’agitateur dépend des phases à agiter (une seule phase ou multi-phases) : liquide, solide ou gazeuse. Selon le type de phase et la viscosité du milieu, l’agitateur peut s’appeler mélangeur, malaxeur, pétrin, etc.
Les agitateurs pour milieux liquides peuvent être situés verticalement par le haut, horizontalement et plus rarement sur le fond de la cuve.

## Types
Il existe différents types d’agitateurs industriels :
- les agitateurs mécaniques (rotatifs) ;
- les agitateurs statiques (tube muni de chicanes) ;
- les agitateurs à cuve tournante  (type bétonnière) ;
- les agitateurs par propulsion d’un jet de liquide grâce à une pompe ;
- les agitateurs dont le mouvement est généré par un gaz.

## Principe d'agitation
L’agitation est réalisée par la mise en mouvement de la phase liquide.
Soit la masse est composée de différentes substances et l’opération vise à homogénéiser celle-ci ou à mettre en contact des réactifs pour qu’ils réagissent plus efficacement, soit le milieu est déjà homogène et l’opération d’agitation est effectuée pour réaliser un transfert thermique ou un maintien de particules solides en suspension.

## Mélange de particules solides

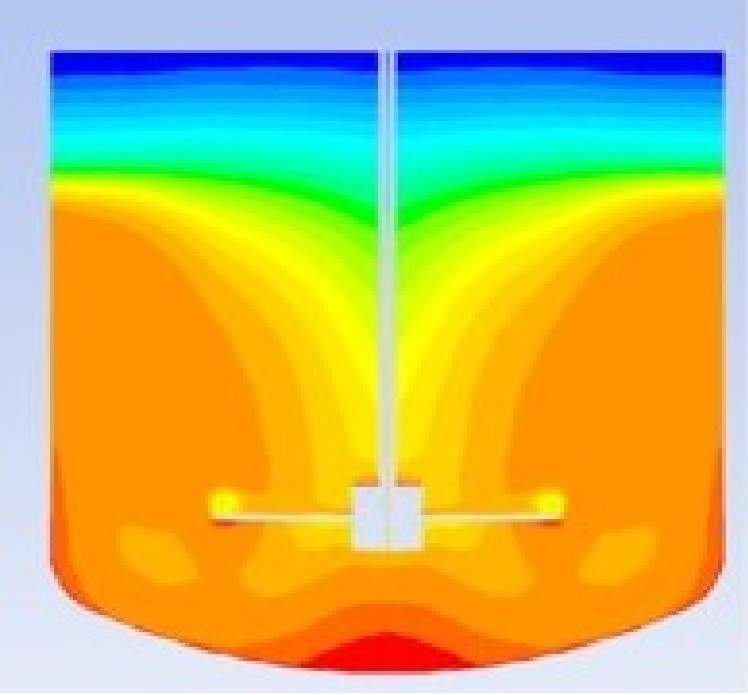
Champ de concentration solide dans une cuve

Pour estimer la vitesse minimale de rotation d'un agitateur dans une cuve pour que toutes les particules soient "suspendues" dans la solution, les corrélations de Zwietering (1958) et de Mersmann (1998) sont généralement utilisées. Cette vitesse minimale correspond au régime où les particules solides ne restent jamais plus de 1 à 2 secondes en fond de cuve, mais ne sont pas suspendues dans l'intégralité du volume de cuve, et encore moins de façon homogène.
Il existe également des corrélations pour estimer la vitesse permettant d'obtenir une suspension homogène, comme les corrélations de Barresi (1987), Magelli (1991), Cekinski (2010) ou Macqueron (2017). Une suspension est considérée homogène lorsque son RSD (Relative Standard Deviation, écart-type relatif de la concentration de solide dans la cuve) est inférieur ou égal à 20%.

## Caractéristiques de l'agitateur
L’agitation du liquide est réalisée par un ou plusieurs mobiles d’agitation.
Selon sa forme, un mobile peut générer :
- le déplacement du liquide caractérisé par la vitesse de fluide et sa direction ;
- de la turbulence, variation erratique, spatiale et temporelle des vitesses locales ;
- du cisaillement, créé par un gradient de vitesse entre deux filets de fluides.

Les deux dernières manifestations sont synonymes de dissipation d’énergie.

## Mobiles d'agitation

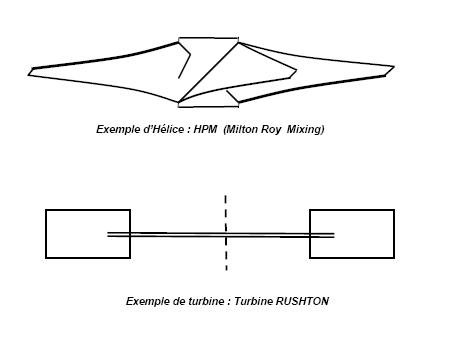

L'industrie chimique a développé une grande quantité d'agitateurs pour répondre à ses différents besoins.
Les agitateurs se classent en fonction de deux grandes classes : agitateurs pour un mélange radial et ceux pour un mélange axial.

### Mélange radial
Le mélange radial provoque un mouvement au niveau de l'agitateur : le fluide part du centre du récipient, est propulsé par l'agitateur vers les parois d'où il est renvoyé vers le centre.
Types d'agitateur :
- Turbine à pales droites telle que la turbine de Rushton
- Ancre
- Plaque
- Grille
- Impeller

Les turbines à pales droites dont le flux est aspiré axialement et refoulé radialement, génèrent du cisaillement, de la turbulence et exigent dix à vingt fois plus d’énergie que les hélices citées ci-dessous.

### Mélange axial
Le mélange axial provoque un mouvement dans tout le récipient : l'agitateur agit comme une pompe qui aspire le fluide le long de son axe avant de le rejeter vers le bas. Le fluide remonte alors le long des parois et une fois dans la partie supérieure du récipient est aspiré vers le centre avant de redescendre.
Types d'agitateur :
- Hélice telle que l'hélice marine
- Turbine à pales inclinées
- Agitateur ruban

Les hélices marines à pales profilées donnent un mouvement entrant et sortant axial, caractérisé par un bon débit de pompage, une faible énergie dissipée, peu de cisaillement et une intensité de turbulence faible.

## Constitution

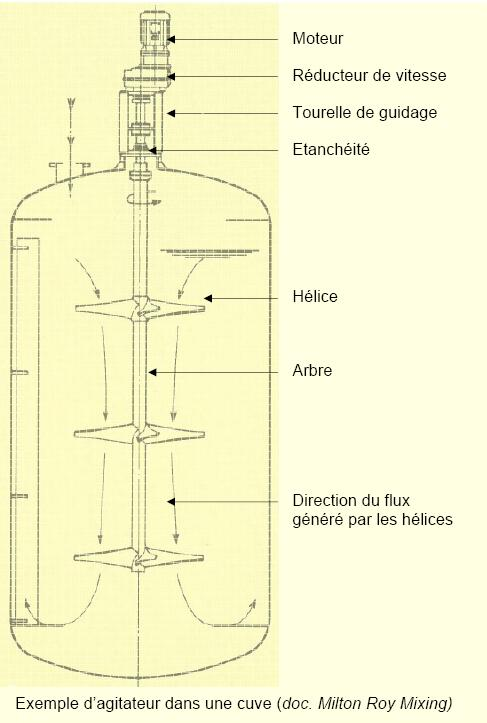

Un agitateur est constitué d’une motorisation (moteur électrique avec réducteur de vitesse selon le cas), d’un dispositif de guidage de l’arbre (avec roulements), d’un arbre et d’un mobile d’agitation.
Si l’opération a lieu sous pression ou à haute température, l’agitateur est muni d’un dispositif d’étanchéité autour de l’arbre traversant la cuve.
Si l’arbre est relativement long (> 10 m), il peut être guidé par un palier situé en fond de cuve (crapaudine).